# Gabriel Deluc

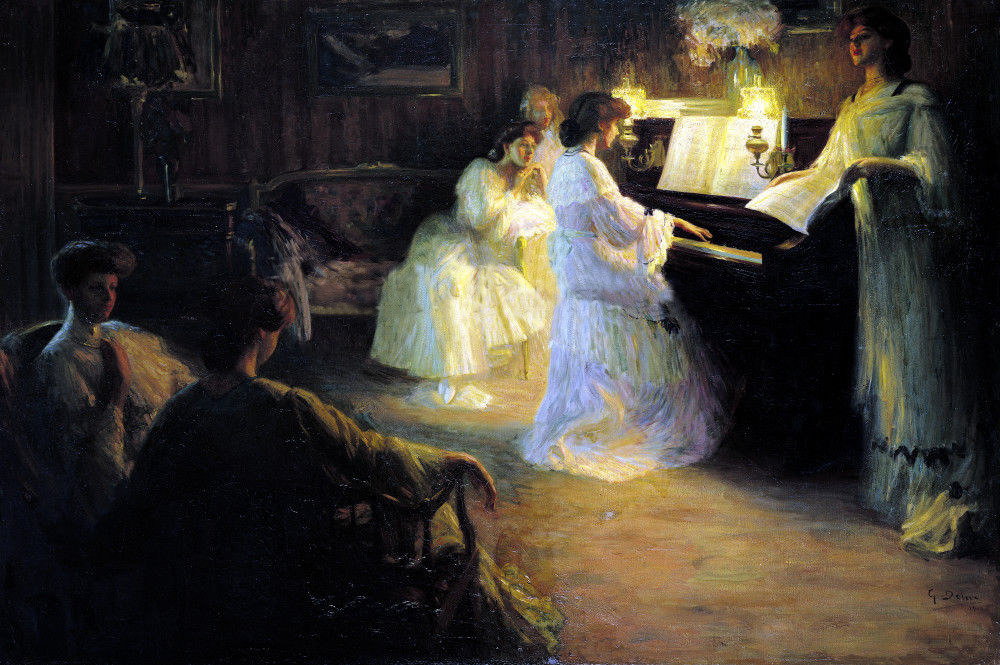
Gabriel Delucs Meisjes aan de piano, olieverf op doek, 1906

Jean Marie Gabriel Deluc (Saint-Jean-de-Luz, 1 oktober 1883 – Souain-Perthes-lès-Hurlus, 15 september 1916) was een Frans impressionistisch schilder en de zoon van de Baskische schilder-vergulder die verschillende kerken in Baskenland versierde.
Hij meldde zich aan bij het Franse leger aan het begin van de Eerste Wereldoorlog, waarin hij in eerste instantie als hospik werd ingezet. Een jaar later, in 1915, voegde hij zich bij de gevechtstroepen, waar hij al snel sergeant werd en na korte tijd ook tot luitenant werd bevorderd. Deluc sneuvelde aan het Duitse front op 15 september 1916.
De componist Maurice Ravel droeg de forlane uit zijn suite Le tombeau de Couperin aan hem op.
- Bibliothèque nationale de France: cb14886672q (data)
- International Standard Name Identifier: 0000 0000 8396 5721
- RKD-Nederlands Instituut voor Kunstgeschiedenis: 117601
- Union List of Artist Names: 500134504
- Virtual International Authority File: 78784606